# Camões (poemat)

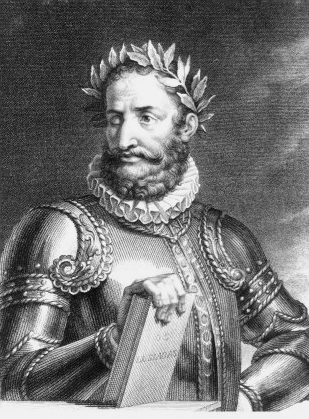
François Gérard, Luís de Camões

Camões – poemat portugalskiego romantycznego poety João Baptisty da Silva Leitão de Almeida Garrett. Utwór ten, wydany po raz pierwszy w 1825, pochodzi z wczesnej fazy twórczości tego autora, podobnie jak poemat Dona Branca, opublikowany rok później. Poemat został zadedykowany przyjacielowi autora Antoniowi Joaquimowi Freire Mareco. Pod względem formalnym jest bliski poetyce klasycystycznej, ale  w warstwie treściowej posiada cechy typowo romantyczne. Almeida Garrett pokazuje Camõesa, zgodnie z prawdą historyczną, ale zarazem zgodnie z panującymi w romantyzmie tendencjami, jako żołnierza, żeglarza, nieszczęśliwego kochanka, nędzarza i patriotę, który zmarł na wieść o klęsce wojsk portugalskich w północnej Afryce. Romantyczne są w poemacie Almeidy de Garretta również opisy przyrody, tajemniczej i groźnej zwłaszcza w scenerii nocnej, jak też przeczucia i prorocze wizje. Utwór rozpoczyna się apostrofą do saudade, czyli typowo portugalskiego poczucia tęsknoty. Jest napisany wierszem białym, a konkretnie dziesięciozgłoskowym, formatem tradycyjnie wykorzystywanym w literaturze portugalskiej od XVI wieku.
Saudade! gosto amargo de infelizes, 

Delicioso pungir de acerbo espinho, 

Que me estás repassando o íntimo peito 

Com dor que os seios d'alma dilacera, 

— Mas dor que tem prazeres — Saudade! 

Mysterioso numen que aviventas 

Corações que estalaram, e gottejam 

Não ja sangue de vida, mas delgado 

Soro de estanques lagrymas — Saudade! 

Mavioso nome que tam meigo soas 

Nos lusitanos lábios, não sabido 

Das orgulhosas bocas dos Sycambros 

Doestas alheias terras — Oh Saudade!